# Нанси Хог
Нанси Хог (енгл. Nancy Hogg) је имунологичарка која је дала значајан допринос на пољу изучавања адхезивних молекула, фокусирајући се на интегрине изражене леукоцитима. Хог која је изабран на Академију медицинских наука 2002. године, тренутно заузима емеритус позицију на Францис Крик Институту у Лондону.

## Образовање и академска каријера
Нанци Хог је дипломирала на универзитету у Торонту. Награђена је докторатом радећи са Роднијем Портером прво на Универзитету у Лондону, а затим на Одељењу за биохемију Универзитета у Оксфорду. Након постдокторског периода усавршавања на Националном институту за медицинска истраживања добила је место у Imperial College London (који је постао  Imperial Cancer Research Fund, а сада је део Франсис Крик Института у Лондону).
Хог је у почетку била смештена на Универзитетском колеџу у Лондону, након чега је уследио прелазак у главне лабораторије у Lincoln’s Inn Fields, где је основала своју лабораторију фокусирајући се у почетку на истраживање функције макрофага, али затим све више на истраживање адхезионих молекула названих интегрини, изражених код свих леукоцита.

## Истраживачка интересовања
Докторски пројекат Нанси Хог подразумевао је секвенцирање протеина тешких ланаца имуноглобулина, и по први пут идентификацију хетерогености која објашњава специфичности имуноглобулина. Током постдокторског периода у Imperial College Londonона је заједно са сарадницима открила протеин који су данас познат као фибронектини. Изучавањем леукоцитног интегрина ЛФА-1 и посебно специјалног мАб 24, Хог је прва документовала да се стање активности интегрина може контролисати везивањем двовалентним катјонима. Активни облици су повезани са различитим цитоскелетним протеинима, на пример талина са високим афинитетом а а-актинини су груписани и средњег су афинитета ЛФА-1. Лабораторија је показала да је ЛФА-1 лиганд ИЦАМ-1 мета за патоген који се везују, на пример паразит маларије Plasmodium falciparum. Генерација нултих мишева ЛФА-1 открила је централну улогу ЛФА-1 у миграцији леукоцита унутар лимфних чворова ин виво.
Хог је такође прва идентификовала и описала јединствене пацијенте са недостатком адхезије леукоцита-III који су поседовали неактивне интегрине у леукоцитима. Ово оштећење интегрина настало је због мутације протеина киндлина-3.
Хог је такође проучавао протеине С100А8 / С100А9 који чине 45% неутрофилног цитосолног протеина. С100а9 нулти мишеви показали су да мијелоидне ћелије могу релативно нормално да функционишу без ових протеина, али су имале главну улогу у реаговању на инфекције попут оних изазваних Стрептококусом пнеумоније у смислу стварања цитокина.

## Струковна удружења и награде
- Member of British Society of Immunology[16]
- 1996. Co-founder of UK Adhesion Society, now UK Cell Adhesion Society[17]
- 2002. Hogg was elected to  Academy of Medical Sciences.
- 2013. Hogg was awarded the William Harvey Medal